# Thibault Rabourdin
Pour les articles homonymes, voir Rabourdin.
Pas d'image ? Cliquez ici

a Compétitions nationales et continentales officielles uniquement.

b Matchs officiels uniquement.
Dernière mise à jour le 04 mai 2025.
Thibault Rabourdin, né le 20 janvier 2001 en France, est un joueur français de rugby à XV et de rugby à sept qui évolue au poste d'arrière.

## Biographie
Thibault commence à pratiquer le rugby à XV à l'âge de six ans, au club de Marans, en Charente-Maritime. L'année suivante, il intègre le Stade rochelais et fait toutes ses classes juniors.
Il pratique également le rugby à sept, dans le cadre du Supersevens 2021, pour le compte des Rochelais. En 2022, il est sélectionné par l'équipe de France de rugby à sept, afin de disputer le championnat d'Europe, se déroulant à Lisbonne puis à Cracovie. Les Bleus terminent à la troisième place derrière l'Allemagne et l'Espagne.
Lors de la saison 2022-2023, il dispute, lors de la dernière journée du championnat, son premier match en Top 14, face au Stade français. Son contrat espoir se terminant à la fin de la saison, Teddy Thomas, son ancien coéquipier, lui vient en aide afin de lui permettre de trouver un nouveau club.
À partir de la saison 2023-2024, il est finalement recruté par le CA Périgueux, évoluant en Nationale. Lors de la troisième journée de championnat, il dispute son premier match face au SC Albi. Il inscrit son premier essai lors de la vingt-et-unième journée, face au Rugby Club Hyères Carqueiranne La Crau. À l'issue de la saison, le club annonce son départ.  
À partir de la saison 2024-2025, il est recruté par l'US Marmande, évoluant en Nationale 2. Lors de la première journée du championnat, il marque ses premiers points pour son équipe, face à l'Avenir valencien. A l'issue de la saison, il inscrit 186 points en 22 matchs.

## Palmarès

### En club
- Finaliste du Championnat de France en 2023 avec le Stade rochelais.

### En équipe nationale
- Troisième du Championnat d'Europe de rugby à sept en 2022 avec l'équipe de France à sept.